# Björn Tarras-Wahlberg
Björn Otto Alverich Tarras-Wahlberg, född 2 januari 1943 på Sunnansjö herrgård i Grangärde församling i Dalarna, är en svensk direktör och generalsekreterare.

## Biografi
Tarras-Wahlberg avlade filosofie kandidatexamen 1970. Han var sekreterare vid Riksdagshögerns kansli 1967–1968, riksdagssekreterare för Sveriges företagares riksförbund 1971–1973, anställd hos Svenska Arbetsgivareföreningen (SAF) som chef för enheten Riksdags- och Kanslihuskontakt 1974–1984, under perioden 1980–1984 som biträdande direktör. Han var direktör vid Ericsson och sedan verkställande direktör för Skattebetalarnas förening och ansvarig utgivare för tidskriften Sunt Förnuft 1985?–2000. Han är grundare av World Taxpayers Associations och var dess generalsekreterare 1988–2014. Sedan 2017 är han VD i Diplomathus Stockholm AB samt ordförande i Stiftelsen Stadsmiljöföreningen Blasieholmens Vänner. Under åren för World Taxpayers Associations bodde han i Schweiz 2003–2016.
Han är son till Johan Wilhelm Klüver och Maud Tarras-Wahlberg (1904–1994) samt halvbror till Billy Klüver. Han var 1974–2003 gift med Elisabeth Tarras-Wahlberg, med vilken han fick två döttrar, och är sedan 2010 gift med Panchanok Tarras-Wahlberg.

## Händelser
År 1999 kritiserades Tarras-Wahlberg av styrelsen och revisorerna för Skattebetalarnas förening efter att, under sin tid som VD, ha lånat en halv miljon kronor utan ränta och säkerhet av föreningen för att ordna en bostad åt sin barnflicka. Lånet skulle ha tagits 1985, men uppdagades först flera år senare, efter åtskilliga anmärkningar från föreningens revisorer. Björn Tarras-Wahlberg beviljades inte ansvarsfrihet efter årsstämman 1999.
År 2001 stämdes han av Hyresgästföreningen efter att ha hyrt ut lägenheter till överpriser i sin egen fastighet på Lidingö. I en telefonintervju förklarade Björn Tarras-Wahlberg att han hade "förhandlat bort förhandlingsklausulen" vilket, enligt hans egen tolkning, gav honom rätten att avtala vilka hyror han ville direkt med hyresgästerna.